# Чучупа (газове родовище)
Чучупа — офшорне газове родовище біля узбережжя Колумбії у Карибському морі. Відноситься до басейну Lower Guajira.

## Опис
Відкрите у 197 році на мілководді (глибина від 6 до 23 метрів) біля північно-східного узбережжя Колумбії. Запаси виявлені у відкладеннях нижнього та середнього міоцену, на глибині 1580 метрів під морським дном. Колектори — вапнякові пісковики.
Початкові запаси станом на 2011 рік оцінюються у 128 млрд м³. На цей момент з початку експлуатації у 1977 році накопичений видобуток досяг 45 %.
Розробка відбувається з двох платформ — Chuchupa A та Chuchupa B (остання встановлена у 1996 році). У 1992 році на родовищі пробурили першу горизонтальну свердловину  Chuchupa 14. Всього до 2011 року на родовищі були споруджені одна вертикальна, сім похило-спрямованих та сім горизонтальних свердловин.
На початку 2000-х почалося скорочення видобутку внаслідок зниження пластового тиску, що при продовженні попередньої схеми розробки загрожувало її завершенням у строк до 2016 року. Тому державна компанія Ecopetro підписала з американською Shevron угоду про входження останньої в проект для реалізації програми збільшення вилучення резервів. В обмін на необхідні капіталовкладення Shevron отримала до 2016 року 43 % участі в проекті та права оператора. Внаслідок реалізації програми у 2009 році видобуток досяг рівня 18,9 млн м³ на добу, а рівень вилучення запасів, як очікується, повинен перевищити 90 %. До 2015 року видобуток знизився до 12 млн м³ на добу.
Чучупа тривалий період часу була найбільшим колумбійським родовищем, в якому запаси газу не пов'язані з покладами нафти (як, наприклад, у Кузіана та Купіагуа). Оскільки в останніх видобуток товарного газу зазвичай стримується необхідністю підтримки пластового тиску, саме Чучупа протягом кількох десятиліть надавала основну частину — 80—90 % — блакитного палива для споживачів, і лише в кінці 2010-х цей показник опустився нижче за 50 %.
Продукція родовища спрямовується у центральну частину країни по газопроводу Баллена — Барранкабермеха, до карибських провінцій по трубопроводу на Картахену, а також до Венесуели через введений в дію у 2007 року трубопровід. 